# Draugafell
Draugafell är ett berg i republiken Island. Det ligger i regionen Suðurland, 140 km öster om huvudstaden Reykjavík. Toppen på Draugafell är 953 meter över havet. Draugafell ingår i Kerlingarfjöll.
Trakten runt Draugafell är nära nog obefolkad, med mindre än två invånare per kvadratkilometer. Det finns inga samhällen i närheten. Trakten runt Draugafell består i huvudsak av gräsmarker.